# Edmund Beckett, I barone Grimthorpe
Edmund Beckett, I barone Grimthorpe (Carlton, 12 maggio 1816 – St Albans, 29 aprile 1905), è stato un avvocato e architetto inglese.

## Biografia
Beckett era il figlio maggiore di Sir Edmund Beckett, IV Baronetto, deputato per la West Riding of Yorkshire, e di sua moglie, Maria Beverley, figlia di William Beverley, pronipote ed ereditiera di Anne, figlia di Roundell Smithson, e vedova di Sir Thomas Denison. 
Fu educato alla Doncaster Grammar School for Boys, poi a Eton, e continuò a leggere matematica al Trinity College di Cambridge.

## Carriera
Beckett ha iniziato a studiare legge nel 1841 al Lincoln's Inn. Fu nominato consigliere della regina nel 1854, ritirandosi nel 1881. Fu eletto alla Royal Astronomical Society nel 1866. Fu eletto alla presidenza dell'Orchestra Horological British nel 1868, posizione che accettò a condizione che a lui non dovesse essere chiesto di partecipare alle cene. Fu rieletto annualmente fino alla sua morte. Nel 1877 fu nominato Cancelliere e Vicario Generale della Diocesi di York. Fu creato Barone Grimthorpe nel 1886.
Nel 1851, progettò il meccanismo dell'orologio del Palazzo di Westminster, responsabile dei rintocchi del Big Ben.
Nel 1868 ha lavorato con WH Crossland per progettare la St Chad's Church, Far Headingley a Leeds, sulla terra data dalla sua famiglia.
Fu anche responsabile per tutto il 1880 e il 1890 per la ricostruzione del fronte ovest, del tetto e delle finestre del transetto della cattedrale di St Albans a proprie spese. 

## Matrimonio
Sposò, il 7 ottobre 1845, Fanny Catherine Lonsdale (23 febbraio 1823-8 dicembre 1901), figlia del reverendo John Lonsdale. Non ebbero figli.

## Morte

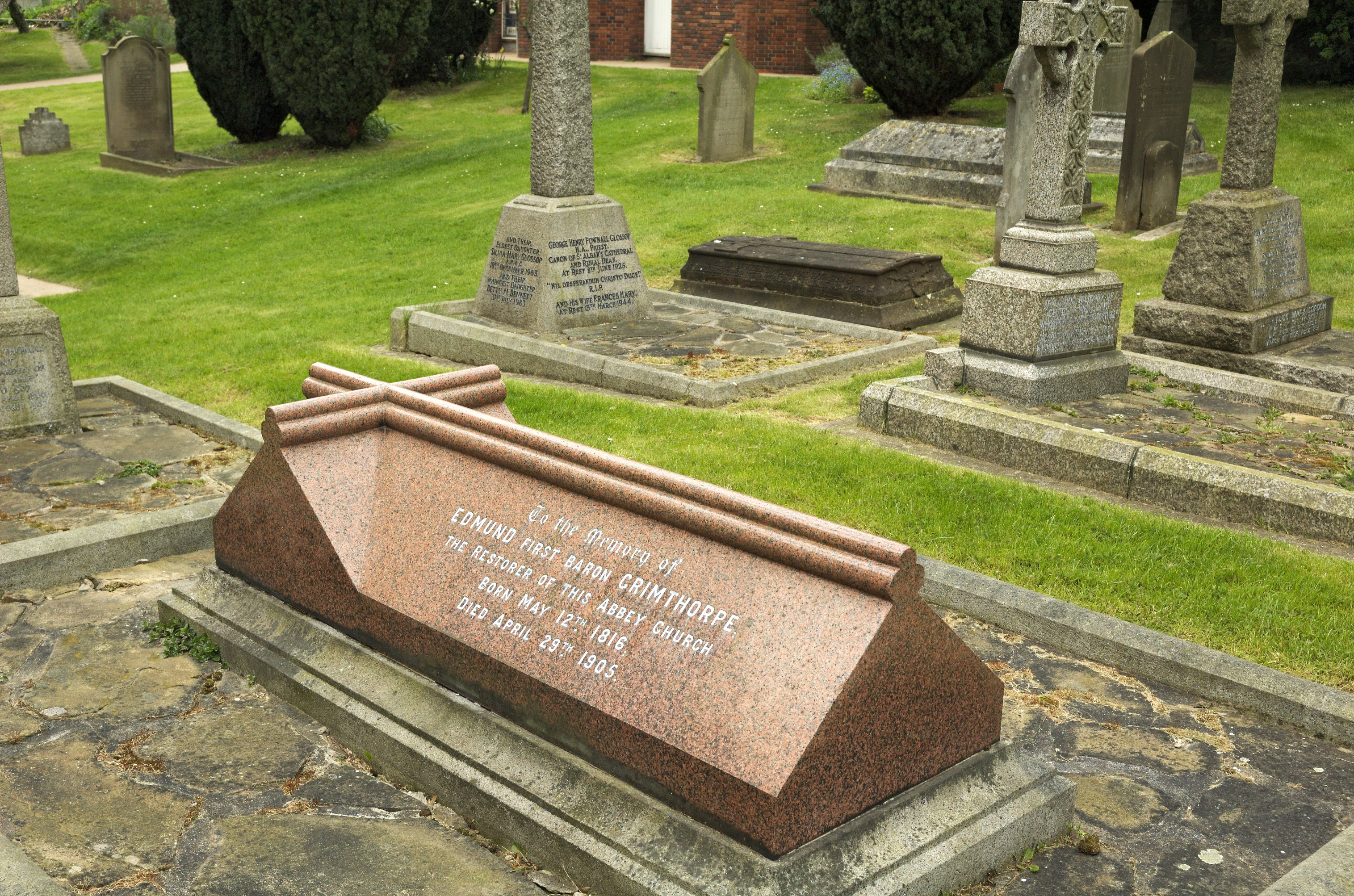
La tomba all’esterno della cattedrale di St Albans

Morì il 29 aprile 1905 dopo una caduta e fu sepolto all’esterno della cattedrale di St Albans.